# Diapriidae
Diapriidae zijn een familie uit de orde van de vliesvleugeligen (Hymenoptera).

## Taxonomie
De volgende taxa zijn bij de familie ingedeeld:
- Onderfamilie Ambositrinae
- Onderfamilie Belytinae
- Onderfamilie Diapriinae
  - Tribus Diapriini
  - Tribus Psilini
  - Tribus Spilomicrini
- Onderfamilie Ismarinae
  - Geslacht Ismarus Haliday, 1835

## Geslachten
(Indicatie van aantallen soorten per geslacht tussen haakjes)
- Acanopsilus  (2)
- Acanosema  (3)
- Acanthopsilus  (2)
- Aclista  (96)
- Acropiesta  (13)
- Anaclista  (1)
- Aneurhynchus  (32)
- Aneuropria  (1)
- Anommatium  (1)
- Antropria  (1)
- Aprestes  (1)
- Atomopria  (1)
- Aulacopria  (1)
- Basalys  (76)
- Belyta  (39)
- Cardiopsilus  (1)
- Cerapsilon  (1)
- Cinetus  (52)
- Coptera  (15)
- Cordylocras  (1)
- Cyathopria  (1)
- Diapria  (13)
- Diphora  (1)
- Entomacis  (7)
- Erasikea  (1)
- Eumiota  (3)
- Eunuchopria  (1)
- Geodiapria  (1)
- Idiotypa  (4)
- Ismarus  (8)
- Labolips  (1)
- Lepidopria  (1)
- Lyteba  (5)
- Macrohynnis  (3)
- Miota  (51)
- Monelata  (9)

- Opazon  (4)
- Oxylabis  (5)
- Oxypria  (1)
- Pamis  (1)
- Panbelista  (1)
- Pantoclis  (55)
- Pantolyta  (8)
- Paramesius  (18)
- Paroxylabis  (4)
- Plagiopria  (1)
- Platymischus  (1)
- Polypeza  (2)
- Praeaclista  (1)
- Psilomma  (3)
- Psilommacra  (1)
- Psilus  (30)
- Scorpioteleia  (3)
- Solenopsia  (2)
- Spilomicrus  (47)
- Symphytopria  (5)
- Synacra  (7)
- Synbelyta  (2)
- Tetramopria  (2)
- Trichopria  (82)
- Valia  (1)
- Viennopria  (1)
- Zygota  (38)